# Myoxanthus affinis
Myoxanthus affinis là một loài thực vật có hoa trong họ Lan. Loài này được (Lindl.) Luer mô tả khoa học đầu tiên năm 1982.